# تنوع التعبير الثقافي في عالم الكتاب

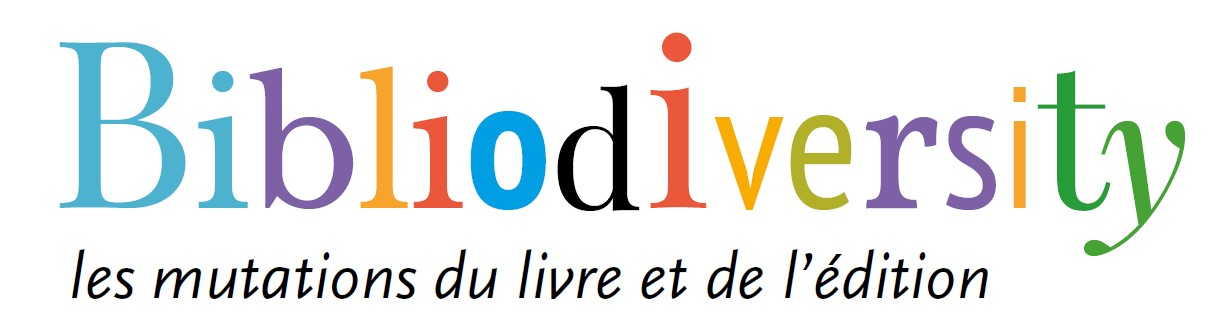
شعار Bibliodiversity – مجلة تهتم بتنوع التعبير الثقافي في عالم النشر

«تنوع التعبير الثقافي في عالم الكتاب»: هو التنوع الثقافي المطبق في عالم الكتابة والنشر، ومن المرجّح أن المفهوم ولد في أميركا اللاتينية لينتشر بشكل واسع في العالم الإسباني والفرنسي خلال فترة التسعينيات. أما الآن فإن المصطلح يستعمل بشكل متكرر من قبل الناشرين المستقلين، والكتّاب، والمنظمات غير الربحية دفاعاً عن ودعماً لتنوع التعبير الثقافي في عالم النشر. وأيضاً «تنوع التعبير الثقافي» هي جريدة أكاديمية، هذا وقد أعلن 21 أيلول «يوم تنوع التعبير الثقافي في عالم الكتاب» من قبل الناشرين المستقلين.

## المفهوم – أصله وانتشاره
لا يزال المصدر الأساسي لصياغة مفهوم «تنوع التعبير الثقافي في عالم الكتاب» مجهولاً، ولكن المؤكد وبدون أدنى شك أن الكلمة استخدمت باللغة الإسبانية أولاً. تمت المطالبة بحق اختراع المصطلح (كتابته أولاً) من قبل مجموع الناشرين التشيليين، حيث ادّعواستخدام المفهوم عندما أوجدوا رابطة المدققين المستقلين في تشيلي في أواخر التسعينيات، حيث أن نشر ريل أديتورز (www.rileditores.com) لعب دوراً أساسياً في تشكيل المصطلح.
ولكن هذا الادعاء بحقوق الملكية الأبوية (نوع من أنواع حقوق الملكية يستعمل في حقوق اختراع الكلمة/المفهوم) تعرّض للنقض في بعض الأحيان من قبل الناشرين الإسبان – وبشكل أدق بعض أعضاء مجموعة مدريد لـ «تنوع التعبير الثقافي» الذين ادّعوا أحقيتهم في اختراع هذا المصطلح. وحتى تاريخه هذا، لم يستطع أياً من المتعارضين إثبات ادّعائه بوثائق مطبوعة أصلية واضحة وممهورة بتاريخ نشر.
في العام 1990، قام مدراء «المكتبة الثقافية من أجل المستقبل» (وهو برنامج تم إنشاؤه من قبل منظمة شارلز ليوبولد ماير – وقيادته من قبل ميشيل سوكويه وأيتيين غاليارد) بالتعاون على تنظيم اجتماع في مدينة جيون - إسبانيا، وهنا تم استعمال المصطلح باللغة الاسبانيـة للمرة الأولى.
ولقد شهد شهر مايو / أيار 2002 على تكوين «الرابطة العالمية للناشرين المستقلين» ولقد تم استخدام المصطلح (الكلمة) من قبل الأعضاء المؤسسين للرابطة.
وانطلاقاً من هذه النقطة قامت «الرابطة العالمية للناشرين المستقلين» بمساهمات جمة لدعم ونشر استعمال هذا المصطلح في لغات مختلفة، وبشكل خاص خلال اجتماعات الرابطة العالمية وضمن كافة المراسلات الخاصة بهذه الرابطة (المصدر متوفر من أجل التشاور: الإعلانات من مدينة دكار 2003، مدينة جوادالاخارا في العام 2005، ومدينة باريس 2007). لقد ساعدت رابطة الناشرين في التعريف بالمصطلح وقبوله عالمياً ونشره بشكل متسارع في العالم الناطق باللغة الفرنسية. كما ينتشر مصطلح «تنوع التعبير الثقافي» في العالم الناطق باللغة الإنكليزية.

## التعريف
ترديد مفهوم «تنوع التعبير الثقافي في عالم الكتاب» يرمز إلى الحاجة لتواجد التنوع في المنشورات ليكون متاحاً للقرّاء في أي بيئة، وقد قامت فرانسوا بينهامو الاختصاصية الفرنسية في اقتصاد الفن والأدب خلال «الاجتماع العالمي للنشر المستقل» بالإدلاء بالتعريف التالي:
يعني «التنوع» في عبارة «تنوع التعبير الثقافي في عالم الكتاب» ببساطة إلى عدد الأنواع، وفي عالم الكتب يعني ذلك عدد العناوين. ورغم ذلـك، فإنه من الواضح أنه ليس كافياً التوقف عند هذا التعريف، وسأعود إلى هذه النقطة لاحقاً.
والعامل الثاني المهم بهذا المصطلح هو التوازن، التوازن بين العناوين، فإذا نظرنا لمعنى ذلك في مصطلح «التنوع الحيوي» نرى الفكرة الأكثر بساطةً، أن هناك أنواع مختلفة، البعض منها يأتي بأعداد كبيرة بينما يكون البعض الآخر نادراً، حيث تكون الأنواع الأكثر عدداً مسيطرة ومهيمنة على الآخرين. إن المقصود هو ما يحدث في عالم الكتب ألا وهو حقيقة التفوق على رفوف مخازن الكتب (منطق المخازن الكبيرة وطريقة توزيع المنتجات على الرفوف) والحاجة إلى إزالة العروض الأخرى التي تعاني من مشاكل في الترويج.
واليوم يواجه «تنوع التعبير الثقافي في عالم الكتاب» التهديد من قبل كل من فائض الإنتاج وتركيز رؤوس المال في عالم النشر، وهذا الأخير يدعم غلبة عدد قليل من مجموعات النشر الكبيرة على حساب الآخرين، هذا بالإضافة إلى السعي لتحقيق هوامش ربح كبيرة. حيث أن التأكيد المتزايد على الربحية يزيد من إغراء إعادة تصميم سياسة التحرير وفقاً لهذه الربحية
ومن أجل ضمان هوامش مقبولة للمساهمين والذين قد يكونون بعيدين جدًا عن دار النشر (مادياً وثقافياً)، فقد تم معايرة الإنتاج لتعزيز القدرات التجارية لدور النشر. وفي بعض الحالات تكون النتيجة هي عدم توازن ضخم مع سيادة المنطق التجاري إلى حد كبير على حساب المجازفة الفكرية: وهنا يتبنى الناشر دون تحفظ الطلب القائم على الاقتصاد وذلك لدوره في تحفيز نشر الأفكار الجديدة، (تقديم النصوص الأصيلة، المتحدية، وغير العادية). وذلك في أبعد تقدير لمفهوم «تنوع التعبير الثقافي في عالم الكتاب»، وبالتالي، فإننا نجد ما يمكن أن نسميه مفهوم «الكتب الأكثر مبيعاً» في مجال النشر (bestsellerisation).
ونظراً للتركيز المتزايد في عالم النشر، والمتزامن مع التركيز على الأرباح المرتبطة به واتجاهه نحو مفهوم "الكتب الأكثر مبيعاً bestsellerisation)، فإن الناشرين المستقلين يتفردون بالدور الرائد بشكل أكثر من الماضي وهو الدور الذي تم التخلي عنه في بعض الحالات أمام تواجد "الشركات" العملاقة، مما يجعلهم اللاعبين الرئيسيين في مجال "تنوع التعبير الثقافي في عالم الكتب": فهم مكتشفوا المواهب الحقيقية، وهم المخاطرون الثقافيون، وأيضاً هم من يسهّل وجود ونشر الكتاب والنصوص في المستقبل.
وإن الدور الاجتماعي الهام الذي يلعبه الناشرون المستقلون قد تم إدراكه من قبل مجموعات النشر الكبرى، هذه المجموعات الكبرى التي اعتادت انتقاء صفوة هؤلاء المؤلفين بنفسها، هؤلاء المؤلفين الذين بدؤوا بكسب الاعتراف العام بهم.
واعترافاً بالحق الأساسي للدفاع عن وتعزيز القطاعات الثقافية في مواجهة تعميم القوانين الناظمة، والذي يبدو أحيانا الهدف المبطّن لمنظمة التجارة العالمية، ففي أواخر العام 2005 قامت الدول الأعضاء في اليونسكو بالتوقيع على اتفاقية حماية وتعزيز تنوع التعبير الثقافي، مما جعل من الممكن الآن اتخاذ التدابير الملموسة لحماية «تنوع التعبير الثقافي» في عالم الكتاب.

## التحديات الحالية
وعلى الرغم من التطور الحاصل لحماية المنتج الثقافي «المحلي» بوجود حكومات ساعية لخلق بيئة لتطوير الصناعات الثقافية، بالإضافة إلى وجود صناع القرار المخولين بأخذ القرار، تبقى الحاجة الملحة هي: تحقيق طريقة لتقييم «تنوع التعبير الثقافي» من خلال إيجاد المؤشرات المساعدة لدراسة نوع وكمية المعلومات.
كما أن الثورة الرقمية تقوم حالياً بتحويل كامل لعالم الكتاب ابتداءً من صناعة النصوص وصولاً إلى الأسواق الخاصة بها، مما ينعكس بشكل جذري على ما يتعلق بمفهوم «تنوع التعبير الثقافي في عالم الكتاب». حيث أن عملية إلغاء الوجود المادي للكتاب، وإمكانية التواصل الافتراضي مع عدد أكبر من المعارف، والقراء، والمشترين (عبر التسوق الإلكتروني مثلاً) يشير إلى أن دور الناشرين المستقلين والناشرين في الأسواق الناشئة يحمل لهم الفرص لزيادة تواجدهم.
من ناحية أخرى، إن استيلاء اللاعبين الجدد على هذه السوق الناشئة (هذه السوق التي لم تثبت حتى الآن صحتها من الناحية الاقتصادية) مثل: منصات المبيعات على الإنترنت، المصممين، والشركات المصنعة لمعدات تكنولوجيا المعلومات (القراء (ممكن الاجهزة أو البرامج الألكترونية للقراءة من الجهاز؟ على وجه الخصوص) وغيرهم.... يشير إلى أن نظام إنتاج المنشورات سيعيد تكوين نفسه وذلك دون تشجيع زيادة «تنوع التعبير الثقافي في عالم الكتاب» في نفس الوقت.

## استخدام وترويج المفهوم
إن عدة منظمات دولية مثل اليونيسكو والاتحاد اللاتيني، بالإضافة إلى مختلف أصحاب المصالح ذات الهدف الثقافي والنشر مثل: الرابطة الدولية لباعة الكتب الناطقين بالفرنسية، رابطة الناشرين المستقلين، ومختلف جمعيات النشر الوطنية (أيمي في المكسيك، أيدن في تشيلي، إيديناشر في الأرجنتين، فيداري في إيطاليا، ليبر في البرازيل، وغيرها...) تقوم بتعزيز وحماية مفهوم «تنوع التعبير الثقافي» من خلال الندوات والاجتماعات والإعلانات. and declarations.
وتم نشر مرجع عن مفهوم «تنوع التعبير الثقافي» في العام 2006.
واختارت صحيفة لوموند في عام 2006، عقب رسالة وجهتها إلى المرشحين في الانتخابات الرئاسية الفرنسية، العديد من التدابير الملموسة المقترحة لتعزيز مفهوم «تنوع التعبير الثقافي».
وأطلق بعض الناشرين الناطقين بالإسبانية من أمريكا اللاتينية في عام 2010 "اليوم ت"، يوم 21 سبتمبر على أنه 'اليوم العالمي لتنوع التعبير الثقافي في عالم الكتاب".
وأصدر "البرلمان الأوروبي للكتاب" في نوفمبر 2010 إعلان إسطنبول، وفيه يذكر «تنوع التعبير الثقافي» كما يلي: "يجب إنشاء السياسات للحيلولة دون توحيد التعبير وتعزيز «تنوع التعبير الثقافي».
كما أن العدد الأول من مجلة دولية بعنوان «تنوع التعبير الثقافي»، والتي شارك في نشرها «الرابطة الدولية للناشرين المستقلين» ودوبل بونكشويشين www.double-communication.com نسخة محفوظة 21 يوليو 2013 على موقع واي باك مشين. ، قد ظهر في كانون الثاني 2011، انظر www.bibliodiversity.org.

## اقتباسات
تقول فرانسواز ريفيير، مساعدة المدير العام للثقافة في اليونسكو، في كلمتها الافتتاحية أمام اجتماع الجمعية الدولية للنشر المستقل في باريس يوليو 2007): "وكما أن اليونيسكو تسعى إلى تسليط الضوء على الطابع التكاملي لأهداف «تنوع التعبير الثقافي في عالم الكتاب» والتنوع الثقافي على الساحة العالمية، فإنها أيضاً تراقب عن كثب قضية التنوع في التعبير والمحتوى في سوق الكتاب الدولي.
وبعبارة أخرى، فإن اليونيسكو تولي اهتماماً وثيقاً للغاية لما يسميه بعض الناس «تنوع التعبير الثقافي في عالم الكتاب»، وهي الكلمة التي اعتمدت على نطاق واسع وهو بداية دخولها الاستخدام المشترك.
سيغولين رويال، رئيس المجلس الإقليمي بواتو شارانت، 28 يناير 2008: "هذا "التنوع في التعبير الثقافي في عالم الكتاب" ندافع عنه من أجل: "تنوع في التعبير الثقافي" متاح للجميع، مفتوح للجميع يدعم فرص متساوية للتعليم والحصول على المعرفة.

### المقالات ذات الصلة
- كتب التجارة العادلة (بالفرنسية: Livre équitable)‏
- الناشرون المستقلون (بالفرنسية: Édition indépendante)‏
- Bibliodiversity

### الوصلات والملفات الخارجية
- ثلاث مجموعات لغوية: المنظمة الدولية للفرانكوفونية (منظمة الدول الناطقة باللغة الفرنسية)، الاتحاد اللاتيني، س ب ل ب (مجتمع الدول الناطقة باللغة البرتغالية)، منظمة الدول الأيبرو – أميركان (مقالة عن الناشرين المستقلين في العالم اللاتيني، باللغة الفرنسية فقط).
- -الرابطة الدولية للناشرين المستقلين (http://www.alliance-editeurs.org/?lang=en)
- - موقع المجلة العالمية «تنوع التعبير الثقافي في عالم الكتاب» (http://www.bibliodiversity.org)
- - يوم «تنوع التعبير الثقافي في عالم الكتاب» «يوم التاء» (http://eldiab.org)
- - البرلمان الأوروبي للكتاب، إعلان إسطنبول 2010 http://www.europeanwriters.org/en.html نسخة محفوظة 2 أبريل 2012 على موقع واي باك مشين.